# Maria Q
Maria Q née Maria Quintile le 24 juillet 1972[réf. nécessaire], est une chanteuse anglaise membre du collectif Archive. 

## Biographie
Portant une aide au collectif depuis quelque temps, elle participe dans un premier temps à l'album You All Look the Same to Me en 2002.
À partir de 2005, elle participe à la tournée qui suivit l'album Noise. Elle participe par la suite au sixième album du groupe, Lights, en 2006.
En 2009, elle participe aux albums Controlling Crowds et Controlling Crowds Part IV, puis à With Us Until You're Dead en 2012. Avec Darius Keeler et Danny Griffiths, elle compose le titre The Noise of Flames Crashing, qu'elle interprète sur l'album Axiom en 2014. Elle partage le chant avec Holly Martin.